# Kujaba
Kujaba, Kujawia (arab. كويابة Kūyāba) – wzmiankowany w źródłach arabskich (Al-Gaihani i Ibn Haukal) jeden z trzech, obok Slawii i Arsanii, wschodniosłowiańskich ośrodków protopaństwowych na obszarze późniejszej Rusi, istniejących przed przybyciem Waregów.
Na podstawie podobieństwa fonetycznego identyfikuje się Kujabę z okolicami Kijowa.